# Pangaimotu (Tongatapu)
Pangaimotu (auch: Bagaimotu, Bangaimotu, Panghai-motu, Pangimodu) ist eine kleine Insel der Inselgruppe Tongatapu im Norden von Tongatapu im Pazifik. Sie gehört politisch zum Königreich Tonga.

## Geographie
Das Motu liegt vor der Nordküste der Hauptinsel Tongatapu und gegenüber dem Teilort Houmakelikao von Nukuʻalofa. Sie gehört zur selben Riffkrone wie Manima, ʻOneata und Nukunukumotu, welche das Westende der Piha Passage (Astrolabe Channel) markieren. Die Insel hat eine etwa herzförmige Grundfläche. Auf der Südspitze befindet sich das Pangaimotu Island Resort. Im Westen schließen sich noch die Riffe Alert Shoal und Mounu Reef an. Nördlich der Insel liegt der Cresswell Rock und dann schließt sich Makahaʻa an.
Im Archipel Vavaʻu gibt es eine gleichnamige Insel.

## Klima
Das Klima ist tropisch heiß, wird jedoch von ständig wehenden Winden gemäßigt. Ebenso wie die anderen Inseln der Tongatapu-Gruppe wird Pangaimotu gelegentlich von Zyklonen heimgesucht.